# Zelotes listeri
Zelotes listeri är en spindelart som först beskrevs av Jean Victor Audouin 1826.  Zelotes listeri ingår i släktet Zelotes och familjen plattbuksspindlar.
Artens utbredningsområde är Egypten. Inga underarter finns listade i Catalogue of Life.